# محوطه کوشک سر
محوطه کوشک سر در شهرستان طالقان، روستای دنبلید واقع شده و این اثر در تاریخ ۱۲ بهمن ۱۳۸۱ با شمارهٔ ثبت ۷۰۹۰ به‌عنوان یکی از آثار ملی ایران به ثبت رسیده است.